# クロード・ド・フランス
クロード・ド・フランス（Claude de France, ブルトン語：Klaoda Bro-C'hall, 1499年10月13日 - 1524年7月20日）は、フランス王フランソワ1世の王妃で、ブルターニュ公国女公（在位：1514年 - 1524年）。父はフランス王ルイ12世、母はブルターニュ女公アンヌ・ド・ブルターニュ。

## 生涯
クロードの母アンヌは2度の結婚でも男子に恵まれず、サリカ法により王位を継ぐことができない女子2人を得たのみだった。娘たちにはアンヌ自身の持つブルターニュ公位の継承権があったが、故国ブルターニュの行く末を案じたアンヌは1504年のブロワ条約で、ブルターニュの王領併合を阻止しようと長女クロードと未来の神聖ローマ皇帝カール5世とを婚約させる案を出した。しかしこの案は、フランスへの外国人支配を許すこととなるため貴族らに反対され、婚約は成立しなかった。代わりにルイ12世は、従甥で王位継承権者であるアングレーム伯フランソワをクロードの夫とすることを決めた。
1514年にアンヌが死ぬとクロードがブルターニュ女公となり、同年5月15日にサン＝ジェルマン＝アン＝レーでフランソワと結婚した。翌1515年に父ルイ12世が没し、夫フランソワ1世が即位する。
クロードの結婚生活は、絶え間ない妊娠と夫が作った多くの愛人たちの存在のため、心が安まることはなかった。末子マルグリットを生んだ翌年、1524年にクロードは死去した。
のち、1530年にフランソワ1世はカール5世の姉エレオノールと再婚した。ブルターニュ公位は長男フランソワ王太子が継承し、その早世後は王太子の地位と共に次男アンリ2世へと受け継がれた。

## 子女
- ルイーズ（1515年 - 1518年）
- シャルロット（1516年 - 1524年）
- フランソワ（1518年 - 1536年）　ブルターニュ公、王太子（ドーファン）
- アンリ2世（1519年 - 1559年）
- マドレーヌ（1520年 - 1537年）　スコットランド王ジェームズ5世妃
- シャルル（1522年 - 1545年）　オルレアン公
- マルグリット（1523年 - 1574年）　サヴォイア公エマヌエーレ・フィリベルト妃

## ブーリン姉妹
クロードが王妃となった頃、侍女に2人のイングランド人姉妹、メアリー・ブーリンとアン・ブーリンがいた。メアリーは1519年に帰国するとヘンリー8世の愛妾となった。1520年頃には、アンはクロードの通訳として仕えていた。また、クロードの妹ルネ（フェラーラ公エルコレ2世妃となる）のよい話し相手でもあった。彼女も1521年に帰国し、姉と同じく愛妾となり、やがてはイングランド王妃となる。

## 備考
- プラムの一種に、クロードにちなみ「レーヌ・クロード」（Reine Claude：クロード王妃）という名前がつけられている。